# Црква Светих Петра и Павла у Мрсаћу
Црква Светих Петра и Павла у Мрсаћу је црква брвнара подигнута у 19. веку. Њен ктитор је био поп Никола Костић, ађутант кнеза Антонија Пљакића, а потом и кнез Пожешке нахије. Поред ове цркве брвнаре налази се и новија црква посвећена истим светитељима, подигнута 1968. године.

## Историјат
Црква Светих Петра и Павла је подигнута у Мрсаћу, селу које се налази на десној обали Западне Мораве, на путу који спаја Краљево и Чачак. Писаних података о градњи ове цркве нема, а у народну је постојало предање да се на месту ове цркве налазила старија црква брвнара, још у време пре избијања Првог српског устанка. Ктитор цркве у Мрсаћу је био поп Никола Костић из Мрсаћа, који је такође био и ктитор првобитне мале камене цркве у Врдилима посвећене Богојављењу (данас је на њеном месту новија црква, подигнута након Првог светског рата). Никола Костић је током Првог српског устанка био ађутант војводе Антонија Пљакића, а касније га је кнез Милош Обреновић поставио на чело Пожешке нахије. Према народној легенди изградња цркве је текла нешто другачије. Наиме, након јаке олује која је уништила сва житна поља у селу, небо се отворило и појавиле су се виле које су мештанима рекле да су њихова поља била уништена јер село нема цркву која би га штитила. Послушавши савет вила, мештани су почели да граде цркву.
О цркви је шездесетих година 20. века писао Добросав Ст. Павловић, а црква је била уврштена у изложбу Молитва у гори, која је обухватала све брвнаре у земљи. Како је у међувремену црква била напуштена и девастирана, то је подстакло Управу града Краљева и Завод за заштиту споменика да хитно приступе њеној обнови. Лево од старе цркве била је подигнута нова 1968. године, што је такође допринело занемаривању цркве брвнаре. Током радова на обнови цркве 2007. извршена су и археолошка истраживања, која на месту саме брвнаре нису пронашла остатке ранијег сакралног објекта. Уз цркву се налазе надгробни споменици виђенијих људи и кенотафи. На месту цркве и непосредно око ње пронађени су остаци старије некрополе, а по одликама погребног ритуала може се закључити да ова некропола потиче из 17. или 18. века.

## Изглед цркве
Црква брвнара је једноставне правоугаоне основе, димензија 5,30 х 10,6 метара. Састоји се из наоса и олтара који се полукружно завршава. Таваница је равна и образују је унизани шашовци, постављени под правим углом. Низак кров, са блажим нагибом, изведен је на четири воде, а кровни покривач је сада ћерамида, која је вероватно приликом неке од обнова заменила првобитну шиндру. Стреха је са чеоне стране завршена декоративном ћенарком. На слемену су постављена два гвоздена крста. Прозори су правоугаони и имају гвоздене решетке, нешто су већих димензија (70 х 40 цм), као они који се срећу на обичним кућама, док су врата, једна са западне, а друга са северне стране, полукружно засведена и немају профилацију. Садашњи под је од слагане опеке, која је вероватно заменила првобитни патос и постављена је у два нивоа. У надвишеном простору наоса налази се камени амвон, мањих димензија, карактеристичан за све цркве брвнаре. Образује га централни круг и око њега су зракасто, попут цвета, распоређени сегменти. Осим амвона, оригинална је и часна трпеза. У нижем делу је припрата, која се у црквама оваквог типа често одваја посебном дрвеном преградом. Како је било првобитно решење у Мрсаћу није познато. Конструкција брвнаре је скелетна, са хоризонталним и вертикалним ступцима, који су на угловима, са унутрашње стране, ојачани косницима, а испуна су шашовци, унизани вертикално у три реда. Темељ је низак и зидан је од ломљеног камена. Брвнаре од унизаних шашовака су ретке јер је то слаб начин градње, али вероватно није било довољно средстава и могућности за набавку квалитетнијег материјала.
Иконостас цркве са елементима фолклора није сачувану целини. На основу његових остатака може се закључити да је био конципиран на најједноставнији начин. Образују га шест вертикално постављених греда са урезаним геометријским мотивима у облику слова X, које су колорисане живим бојама. По размаку и распореду греда са иконостаса, може се закључити да је првобитна преграда имала само по једну престону икону, док се празнична икона вероватно налазила бочно. Испуне између носача су обојено у плаво, а на средини су једноставне царске двери зелене боје. Према висини цркве, може се закључити да је иконостас могао имати још један ред икона са крстом и медаљонима на врху. Нажалост, ништа од старијих богослужбених књига и предмета није сачувано.
Иако бојење у црквама није новина, црква у Мрсаћу се издваја због своје бојене орнаментике споља и изнутра, која је требало да поправи утисак који је остављала слабија градња. Шашовци споља су колорисани разнобојним вертикалним линијама, а распоред и ритам боја подражава прегаче и сукње. Вертикалне и хоризонталне греде које образују неку врсту рама, обојене су плавом бојом. Са унутрашње стране други и трећи ред шашовака су обојени узаним линијама, које визуелно повећавају висину објекта. На гредама су насликане три врсте цветних орнамената. Како су цветови рађени помоћу молерских шаблона, то значи да је црква колорисана током обнове 1896. године. Шаблони су у овом периоду били коришћени за осликавање богатијих приватних кућа, а доносили су их мајстори из Аустроугарске. Могуће је да је један такав шаблон искористио и мајстор који је колорисао цркву.
Уз цркву се налазе надгробни споменици и кенотафи. Уз саму цркву, с десне стране, налазе се два крста „са јабукама” од радочелског мермера из друге половине 19. века, тзв. студеничког типа, подигнута као надгробници браћи Милошу и Константину Коларевићу. У порти су и три споменика од пешчара, подигнута након Првог светског рата у облику стуба и карактеристична за Драгачево, Поморавље и ивањички крај. На њима су уклесани дуги натписи са потписом мајстора или подацима о неком значајном догађају, а свако слово и орнамент су колорисани. У низу кенотафа уметнуте су две пирамиде од црног и белог мермера, подигнуте седамдесетих година 20. века у част погинулих ратника.